# Rue Bobillot
Pour les articles homonymes, voir Bobillot.
La rue Bobillot, baptisée en hommage au sergent Jules Bobillot, est une voie du 13e arrondissement de Paris, dans le quartier de la Maison-Blanche.

## Situation et accès
Elle relie la place d'Italie à la place de Rungis, sur une longueur de 1 070 mètres.

## Origine du nom
La rue doit son nom à Jules Bobillot (né à Paris en 1860, décédé à Hanoï le 18 mars 1885), d'abord journaliste, engagé à 20 ans au 4e régiment du génie. Sergent durant la guerre franco-chinoise, il se distingue par son courage au siège de Tuyen Quang où il est grièvement blessé. Décédé un mois plus tard à l'hôpital d'Hanoï, il devient rapidement un héros colonial, symbole du patriotisme promu par la Troisième République. Ses cendres ont été ramenées au cimetière Saint-Roch à Grenoble en 1966.
Son buste orne la place Paul-Verlaine, traversée par la rue Bobillot. Une première statue en bronze du sergent en tenue coloniale se trouvait sur le boulevard Voltaire, elle a été enlevée et fondue sous l'Occupation.

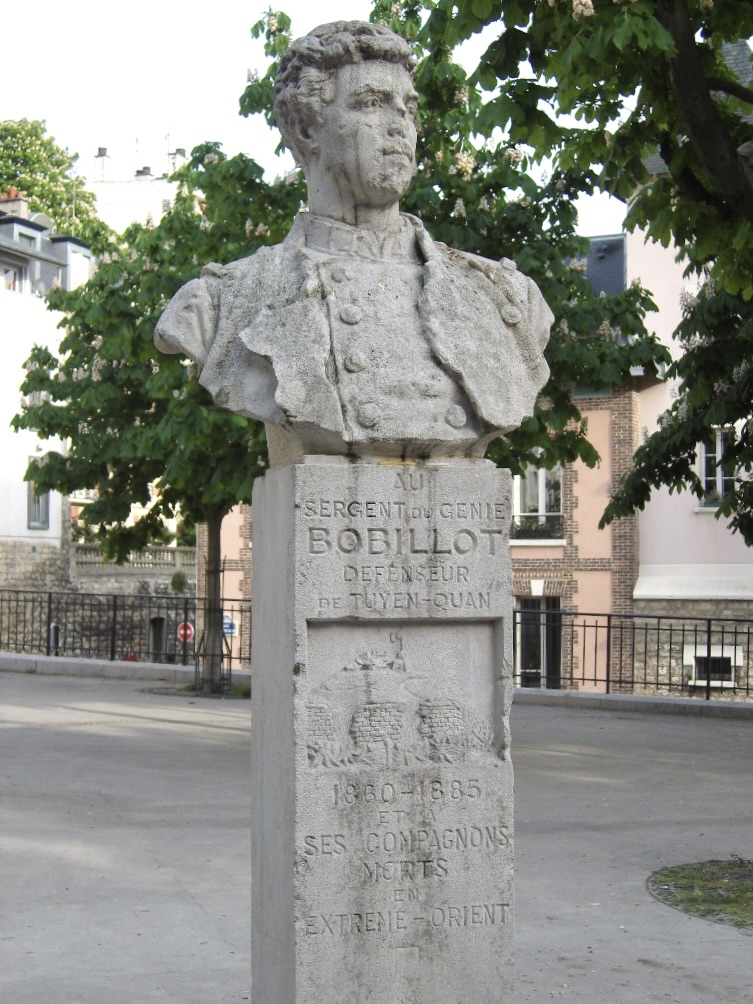
Buste du sergent Jules Bobillot.
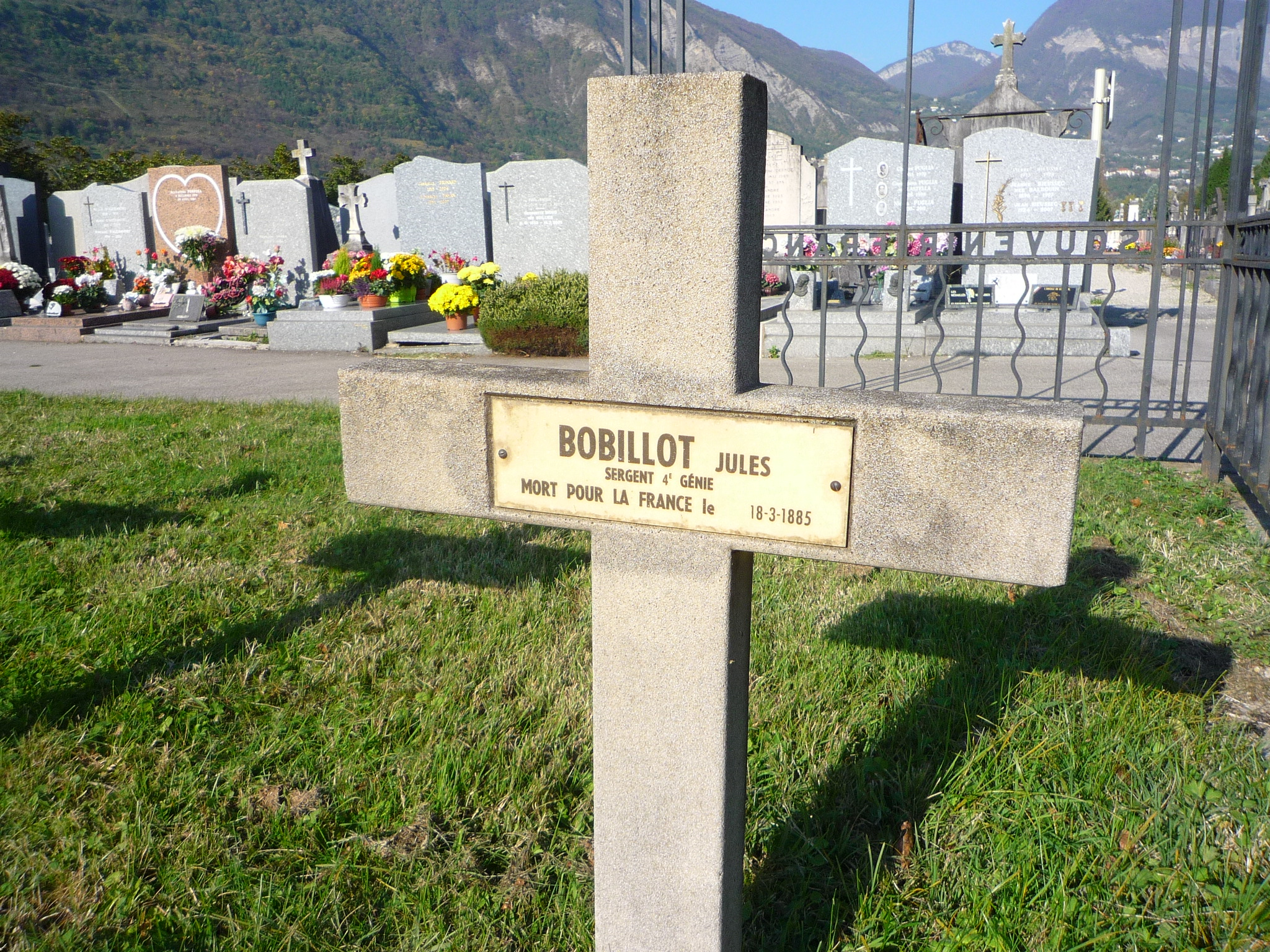
Tombe du sergent Jules Bobillot.

De nombreuses autres villes de France possèdent une rue à son nom, telles que Béziers, Cannes, Grenoble, Montreuil,Toulouse, etc.

## Historique
La rue Bobillot n'a été créée que lorsque la vallée de la Bièvre a été comblée, dans les dernières années du XIXe siècle, notamment entre la place de Rungis et le nord de la rue de Tolbiac. Comme plusieurs autres rues du quartier, elle était destinée principalement à desservir la toute nouvelle gare de marchandises de la Glacière-Gentilly, sur la ligne de Petite Ceinture. Elle fut construite en deux phases, d'abord en 1893 entre la place de Rungis et la rue de la Butte-aux-Cailles, puis en 1896 entre la rue de la Butte-aux-Cailles et la place d'Italie.

## Bâtiments remarquables et lieux de mémoire
- La place Paul-Verlaine, avec :
  - la piscine de la Butte-aux-Cailles,
  - une fontaine d'eau artésienne remise en état en 2001,
  - les monuments au sergent Bobillot ainsi qu'au premier vol humain en montgolfière,
  - le square Henri-Rousselle.
- L'église Sainte-Anne de la Butte-aux-Cailles, au carrefour avec la rue de Tolbiac.
- Le square Paul-Grimault, au droit de la place de Rungis.
- No 31 : école maternelle.

À cet emplacement était l’impasse Désirée au fond de laquelle fut créée la deuxième boucherie chevaline à Paris. Elle devint la plus importante de la capitale en 1914.
- No 36 : sur l'immeuble, une plaque de rue indique de façon erronée « Sergent d'infanterie de marine », alors que Jules Bobillot était sergent du génie, comme le mentionnent d'ailleurs les autres plaques de la rue.
- No 49 : groupe scolaire privé Saint-Vincent-de-Paul (école primaire, collège et lycée). L'origine de l'établissement remonte à 1858, quand les sœurs de Saint-Vincent-de-Paul créent une école de filles[5].

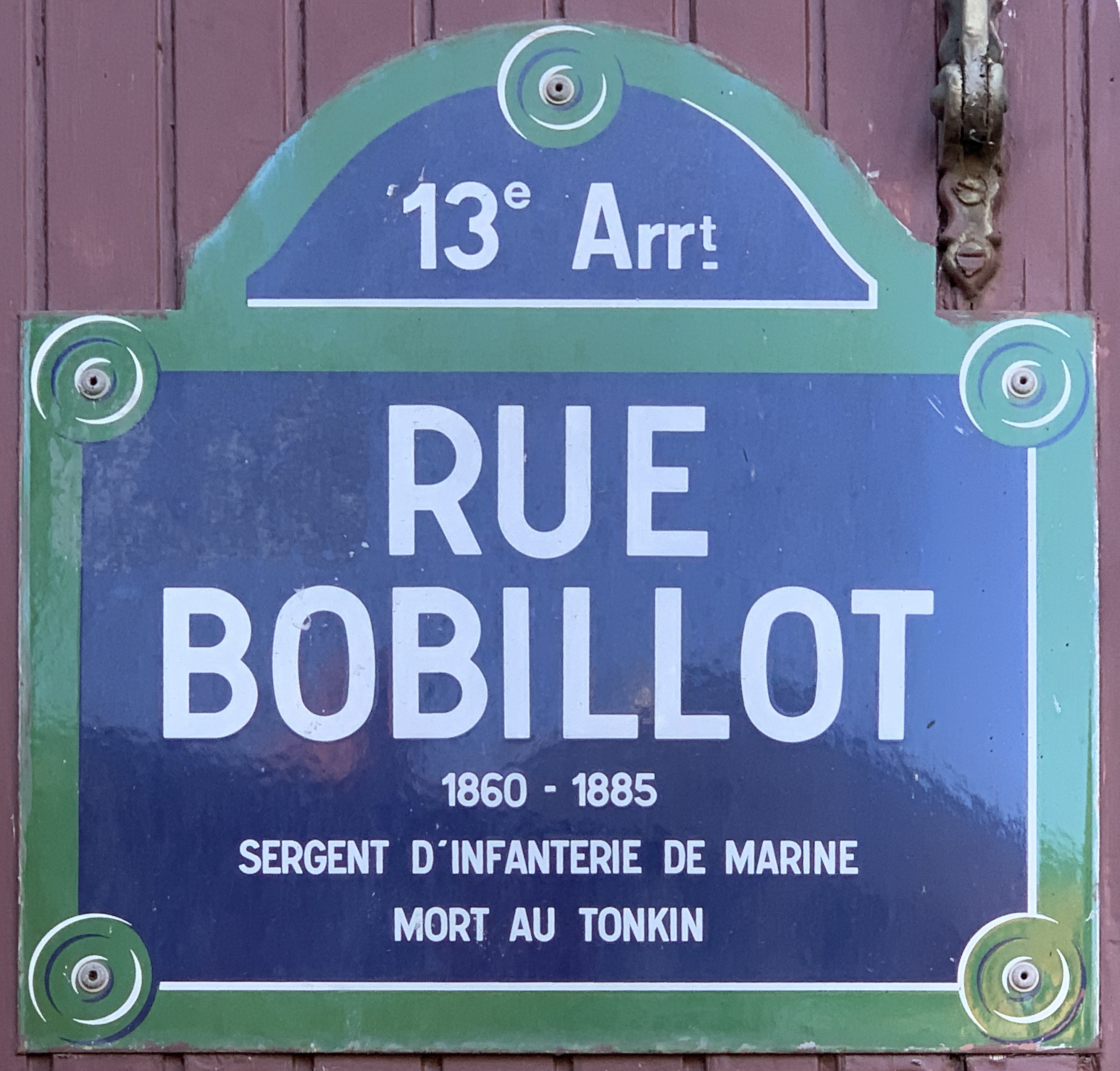
Plaque erronée.
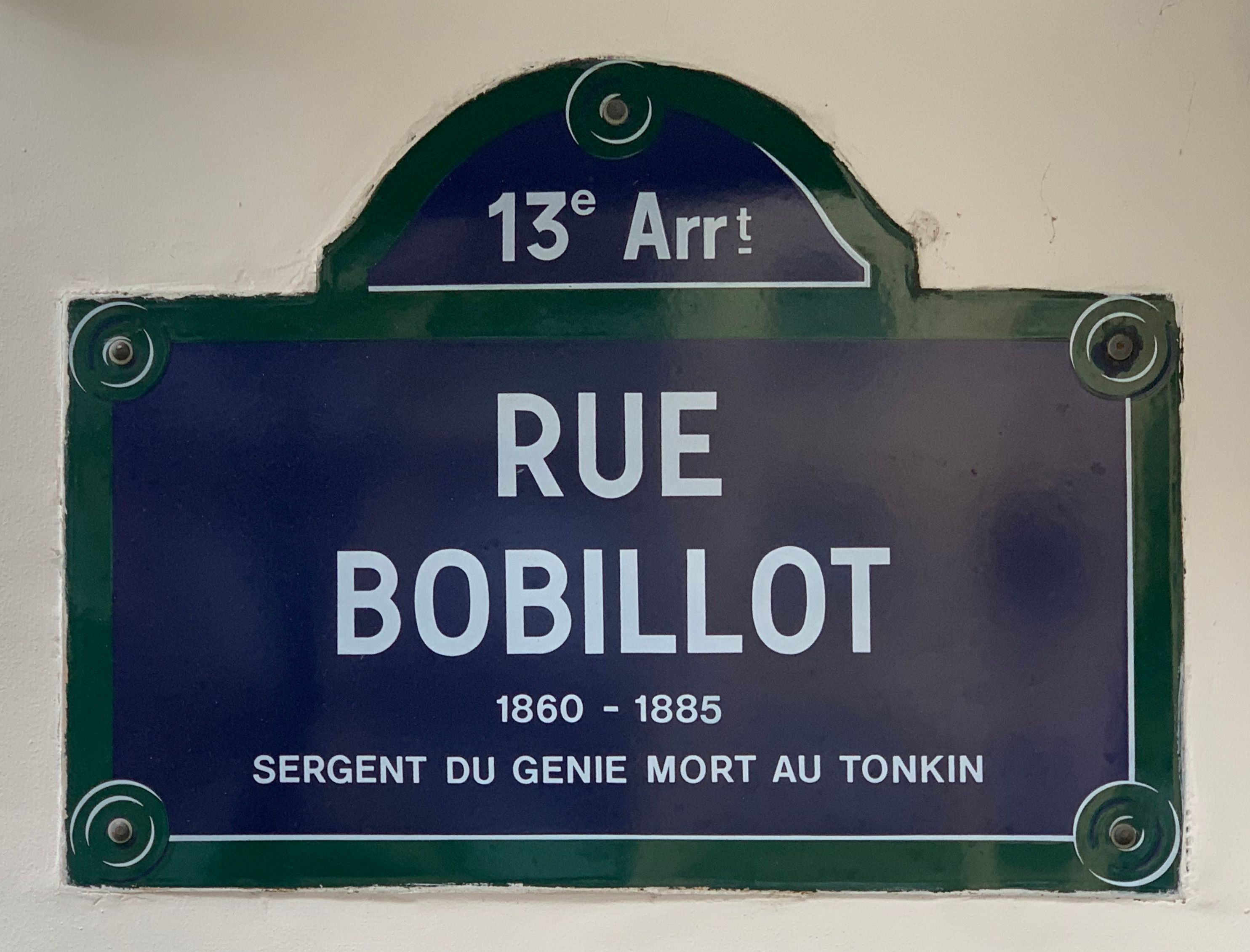
Plaque correcte.
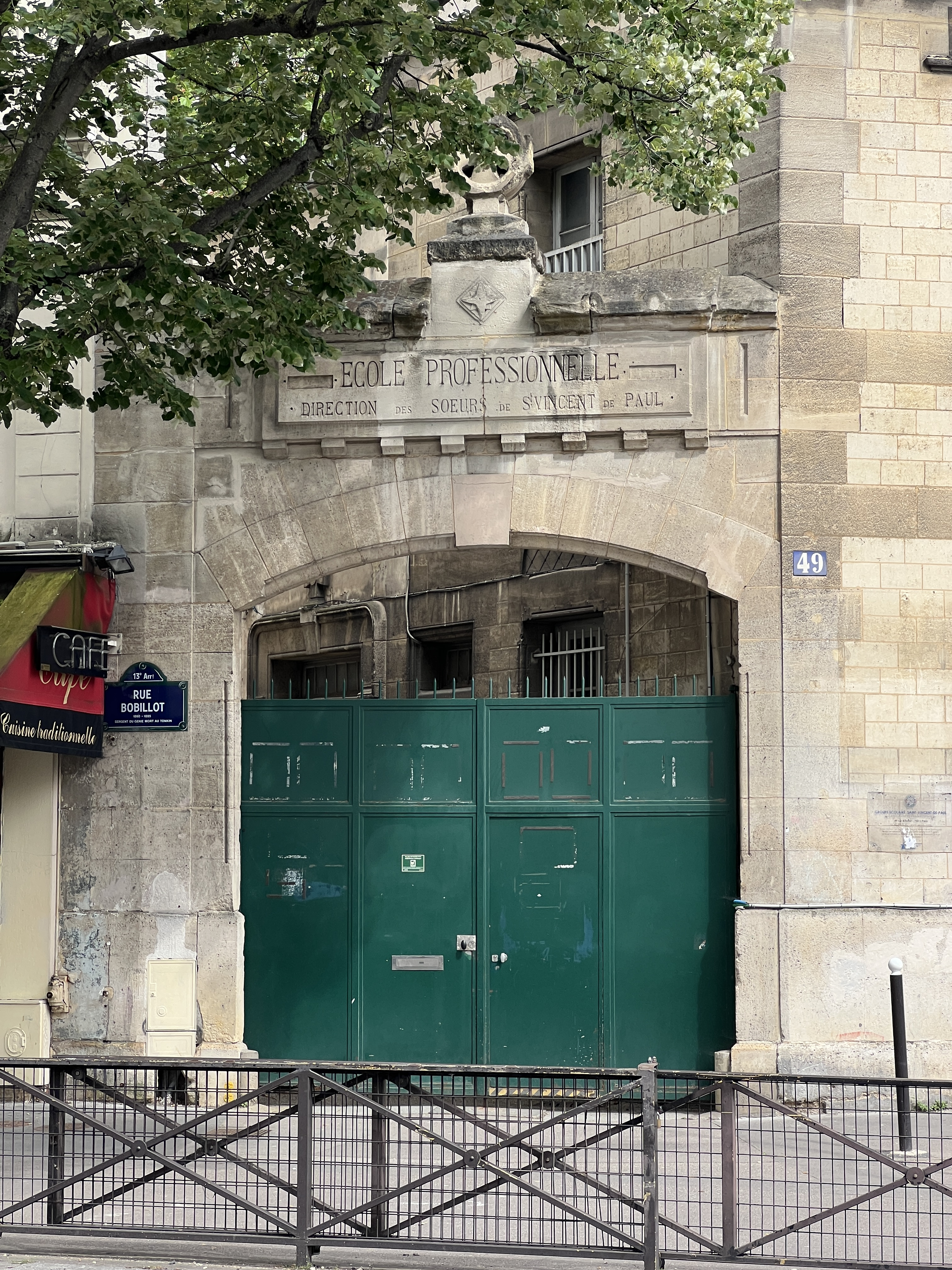
Groupe scolaire Saint-Vincent-de-Paul.

- No 91 : maison de Jean Boullet, artiste peintre.

- No 103 : ancien porte-enseigne sur la façade de l’immeuble. Lorsqu’un logement était vacant, le gardien, qui possédait différentes plaques correspondant à chaque appartement, glissait un panneau dans la grille annonçant la disponibilité. Jadis fréquents sur les immeubles locatifs, ce serait le dernier de ce type existant à Paris[6].

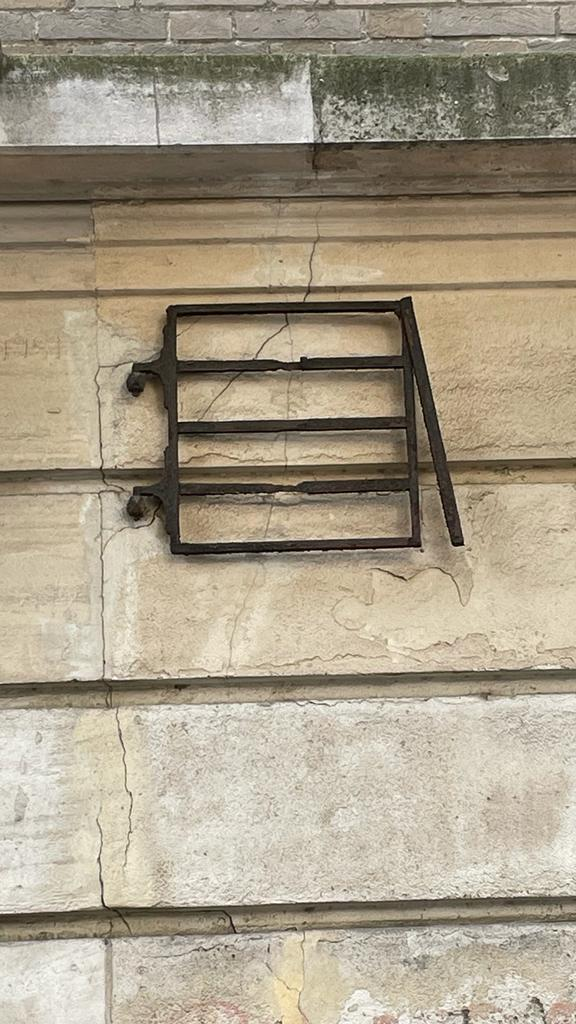
Porte-enseigne (détail).
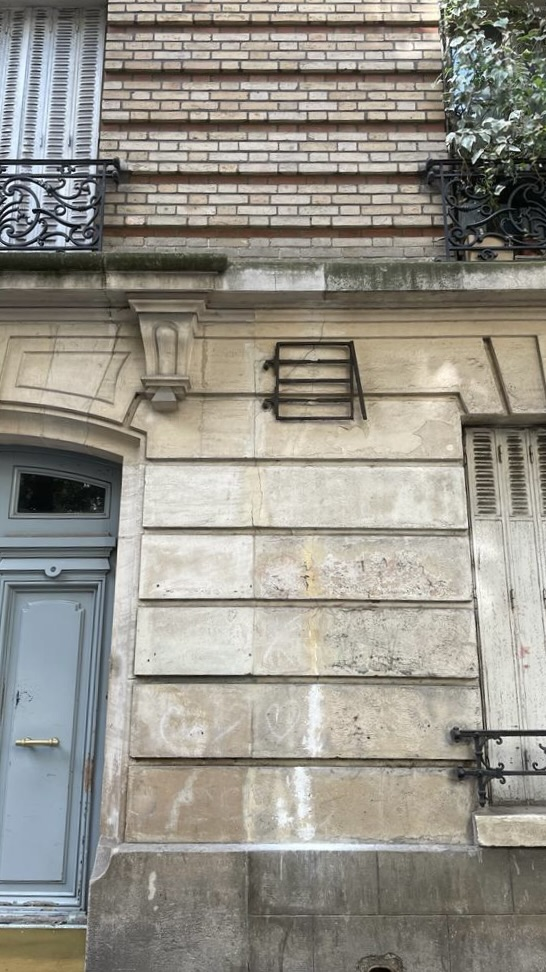
103, rue Bobillot. Porte-enseigne.
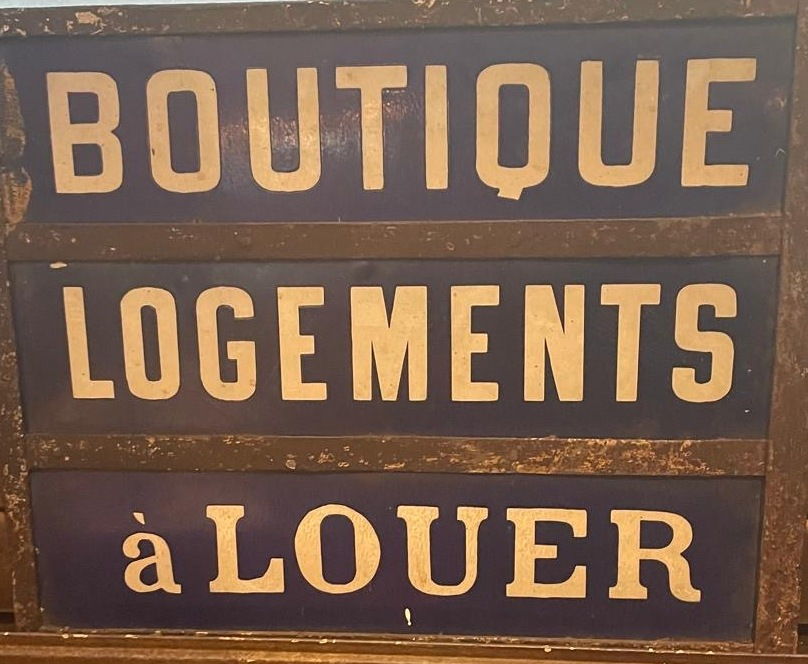
Exemple de plaque pour la location d'un logement.